# ヘイヴァリング区
ヘイヴァリング・ロンドン自治区（ヘイヴァリング・ロンドンじちく、英: London Borough of Havering）は、イングランドのロンドン北東部にあるロンドン自治区。アウター・ロンドンを構成する区の一つ。1963年ロンドン政府法により設置された :5 。

## 地理
西北部はレッドブリッジ区、西南部はバーキング・アンド・ダゲナム区、南部はテムズ川を挟みベクスリー区と、それぞれ区境を接する。このほか、北部から東部にかけエセックス州と境界を接し、南東部はケント州になる。

## 関係者
出身者
居住その他ゆかりある人物